# Guido Meineri
Guido Meineri (Cuneo, 27 maggio 1869 – Montese, 12 dicembre 1944) è stato un pittore italiano, appartenente alla corrente del divisionismo.

## Biografia
Fu iscritto all'Accademia Albertina di Torino dove frequentò i corsi di Pier Celestino Gilardi e Andrea Gastaldi. Nel 1887 esordì alla Promotrice di Torino e nel 1898 partecipò all'Esposizione Nazionale di Belle Arti di Torino col dipinto "I reietti". Visse a Genova per circa cinquant'anni frequentando l'ambiente pittorico e artistico locale, frequentò la Famiglia Artistica Genovese e partecipò alla fondazione della Società Secessionista di Belle Arti "Alere Flamman".

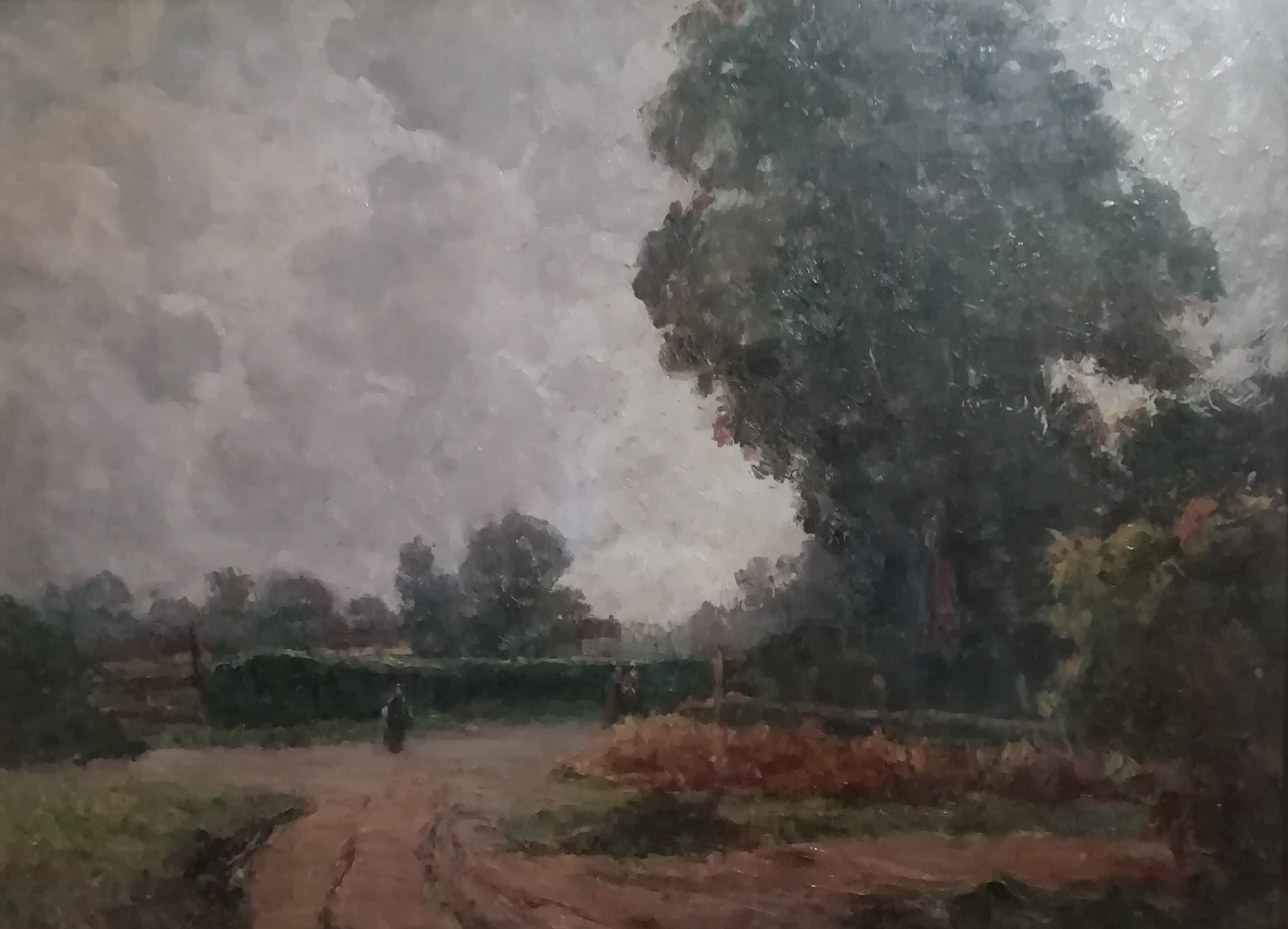
"Temporale imminente"

Dopo l'esperienza fugace del divisionismo e quella più durevole dell'umanitaristica d'ispirazione sociale Guido Meineri si raccoglie attorno alla tremula fiamma sentimentale della lirica pascoliana, che influenza le arti figurative del tempo bisognose di tepore poetico. Nascono così quelle espressioni pittoriche commosse intessute di toni grigi-perlacei e di atmosfere rosate: la natura, dinanzi al suo sguardo di artista, si sfalda e svanisce per dare posto ad una visione mistica e di trasognato.

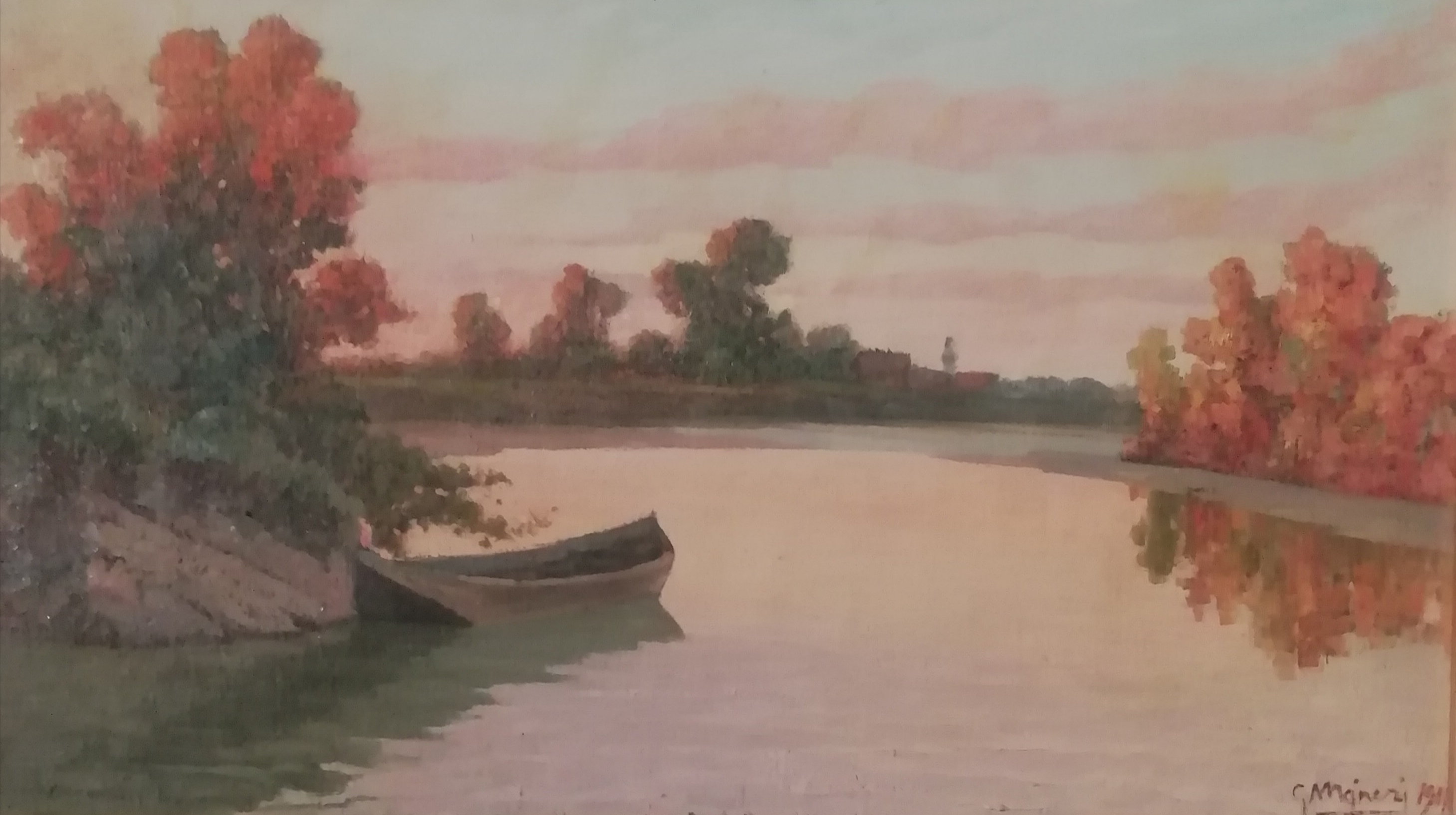
"Tramonto sul Po"

Partecipò alle esposizioni nazionali di Genova, Roma, Napoli, Firenze, Milano, Torino, Bologna. Esposte anche al Salon d'Automne di Parigi e a un'esposizione internazionale di Buenos Aires.
Fu in rapporti di amicizia con Cesare Viazzi, Giuseppe Pennasilico, Angelo Costa, Andrea Figari e con gli scultori Vittorio Lavezzari e Lorenzo Orengo con i quali usava ritrovarsi al caffè del Teatro Carlo Felice, in Galleria Mazzini.
Sue opere sono presenti alla Galleria d'Arte Moderna di Genova, alla Galleria d'Arte Moderna di Milano e nelle gallerie civiche di Napoli.